# فيل كولينز (متسابق دراجات نارية)
فيل كولينز (بالإنجليزية: Phil Collins)‏ هو متسابق دراجات نارية بريطاني، ولد في 2 يونيو 1960 في مانشستر في المملكة المتحدة.